# NGC 2361
NGC 2361 је емисиона маглина у сазвежђу Велики пас која се налази на NGC листи објеката дубоког неба.
Деклинација објекта је - 13° 12' 32" а ректасцензија 7h 18m 23,7s. Привидна величина (магнитуда) објекта NGC 2361 износи 7,2.